# El Granado
El Granado is een gemeente in de Spaanse provincie Huelva in de regio Andalusië met een oppervlakte van 97,55 km². El Granado telt 525 inwoners (1 januari 2016).

## Demografische ontwikkeling
Bron: INE, 1857-2011: volkstellingen